# William Borah
Pour les articles homonymes, voir Borah.
William Edgar Borah (/ˈbɔːrə/) né le 29 juin 1865 à Jasper Township (Illinois) et mort le 19 janvier 1940 à Washington, est un sénateur républicain des États-Unis, l'une des figures les plus connues de l'histoire de l'Idaho. Progressiste qui sert de 1907 jusqu'à sa mort en 1940, William Borah est souvent considéré comme un isolationniste, parce qu'il dirige les Irréconciliables, des sénateurs qui ne veulent pas accepter le Traité de Versailles, dont la ratification par le Sénat aurait fait entrer les États-Unis dans la Société des Nations.
William Borah naît dans la campagne de l'Illinois au sein d'une grande famille d'agriculteurs. Il étudie à l'université du Kansas et devient avocat dans cet État avant de chercher de meilleures opportunités dans l'Idaho. Il s'élève rapidement  dans le droit et dans la politique de l'État, et après une course ratée à la Chambre des représentants en 1896 et une autre au Sénat des États-Unis en 1903, il est élu au Sénat en 1907. Avant de prendre son siège en décembre de cette année-là, il est impliqué dans deux affaires juridiques importantes. L'une, le procès pour conspiration de meurtre de Big Bill Haywood, rend William Borah célèbre bien que Big Bill Haywood ait été déclaré non coupable et l'autre, une poursuite de William Borah pour fraude foncière, le fait apparaître comme une victime de la malveillance politique avant même son acquittement.
Au Sénat, William Borah devient l'un des insurgés progressistes qui contestent la politique du président William Howard Taft, bien que William ait refusé de soutenir l'offre de l'ancien président Theodore Roosevelt contre Taft en 1912. William Borah vote à contrecœur pour la guerre en 1917 et, une fois celle-ci terminée, il se bat contre le traité de Versailles, que le Sénat n'a pas ratifié. En tant que franc-tireur, William Borah se bat souvent avec les présidents républicains en fonction entre 1921 et 1933, bien que Calvin Coolidge ait proposé de faire de William Borah son colistier en 1924. William Borah fait campagne pour Herbert Hoover en 1928, ce qu'il fait rarement pour les candidats à la présidence et qu'il ne fait plus jamais.
Privé de son poste de président de la Comité des affaires étrangères du Sénat lorsque les démocrates prennent le contrôle du Sénat en 1933, William Borah est d'accord avec une partie de la législation du New Deal, mais s'oppose à d'autres propositions. Il se présente à l'élection présidentielle républicaine en 1936, mais les habitués du parti ne sont pas enclins à laisser un franc-tireur de longue date prendre la tête du scrutin. Dans ses dernières années, il estime qu'il pourrait régler ses différends en Europe en rencontrant Hitler ; bien qu'il n'y soit pas allé, cela n'améliore pas sa réputation historique. William Borah meurt en 1940 ; sa statue, offerte par l'État de l'Idaho en 1947, se trouve dans la National Statuary Hall Collection.

## Biographie

### Enfance et début de carrière
William Edgar Borah naît à Jasper Township, dans l'Illinois, près de Fairfield, dans le comté de Wayne. Ses parents sont les fermiers Elizabeth (née West) et William Nathan Borah. William Borah a un lointain lien avec Catherine de Bore, la religieuse catholique qui avait quitté son couvent au XVIe siècle et avait épousé le réformateur Martin Luther. Ses ancêtres Borah sont venus en Amérique vers 1760, ont combattu dans la Guerre d'indépendance et se sont déplacés vers l'ouest avec la frontière. Le jeune William E. Borah est le septième de dix enfants, et le troisième fils.
Bien que William Borah ne soit pas un bon étudiant, il commence très tôt à aimer l'oratoire et l'écrit. William Borah étudie à Tom's Prairie School, près de Fairfield. Lorsqu'il épuise ses ressources rudimentaires, son père l'envoie en 1881 à la Southern Illinois Academy, une académie presbytérienne de Cumberland à Enfield, pour se former au ministère. Parmi les 63 élèves de cette académie, on compte deux futurs sénateurs américains, William Borah et Wesley Jones, qui représenteront l'État de Washington ; les deux hommes débattent souvent en tant qu'écoliers. Au lieu de devenir prédicateur, William est expulsé en 1882 pour avoir fait du stop sur l'Illinois Central afin de passer la nuit dans la ville de Carmi.
Il s'enfuit de chez lui avec une compagnie shakespearienne itinérante, mais son père le persuade de revenir. À la fin de son adolescence, il s'intéresse au droit et déclarera plus tard : « Je ne me souviens pas quand je n'ai pas voulu être avocat… il n'y a pas d'autre profession où l'on peut être absolument indépendant »,.
Son père ayant finalement accepté son ambition d'être avocat plutôt qu'ecclésiastique, William Borah part vivre en 1883 avec sa sœur Sue à Lyons, dans le Kansas ; son mari, Ansel M. Lasley, est avocat. William travaille d'abord comme enseignant, mais il est tellement absorbé par les sujets historiques à la bibliothèque municipale qu'il est mal préparé pour les cours ; il se sépare de l'école. En 1885, William Borah s'inscrit à l'université du Kansas et loue une chambre bon marché dans la maison d'un professeur à Lawrence. Il étudie aux côtés d'étudiants qui deviendront célèbres, dont William Allen White et Fred Funston. William Borah travaille à l'université, mais ses projets sont anéantis lorsqu'il contracte la tuberculose au début de 1887. Il doit retourner à Lyons, où sa sœur le soigne, et il commence à lire le droit sous la supervision de son beau-frère Lasley. William réussit l'examen du barreau en septembre 1887, et s'associe avec son beau-frère,.
Le maire de Lyons nomme William Borah au poste de procureur de la ville en 1889, mais le jeune avocat estime qu'il est destiné à des choses plus importantes qu'une petite ville du Kansas souffrant dans les moments difficiles qui persistent dans la prairie à la fin des années 1880 ainsi qu'au début des années 1890. Suivant les conseils attribués à Horace Greeley, William choisit d'aller vers l'ouest et de grandir avec le pays. En octobre 1890, incertain de sa destination, il embarque sur le train de l'Union Pacific Railroad à Omaha. Sur les conseils d'un joueur à bord du train, William Borah décide de s'installer à Boise, dans l'Idaho. Son biographe, Marian C. McKenna, dit que Boise est « aussi loin à l'ouest que son portefeuille le lui permet ».

### Carrière pré-Sénat

#### Avocat dans l'Idaho
L'Idaho est admis dans l'Union plus tôt en 1890, et Boise, la capitale de l'État, est une ville en plein essor, où la police et les tribunaux ne sont pas encore pleinement efficaces. La première affaire de William Borah lui est soumise par le joueur qui l'avait conseillé à bord du train ; le jeune avocat est chargé de défendre un homme accusé de meurtre pour avoir tiré dans le dos d'un immigrant chinois. William obtient un non-lieu sans qu'on le lui ait demandé, lorsque le juge décide que le meurtre d'un Chinois est au pire un homicide involontaire. William prospère à Boise, tant en droit qu'en politique. En 1892, il préside le Comité central de l'État républicain,,. William Borah est le secrétaire politique du gouverneur William J. McConnell (en). En 1895, il épouse la fille du gouverneur, Mary McConnell. Ils restent mariés jusqu'à la mort de William Borah, mais n'ont pas d'enfants ensemble.
L'Idaho, un État minier, est en proie à des tensions sur le plan de l'emploi, et la violence qui en découle est fréquente tant chez les employeurs que chez les travailleurs. En 1899, il y a une grève, et un grand groupe de mineurs dynamite les installations d'une compagnie minière qui refuse de reconnaître le syndicat. Ils  détournent un train pour aller détruire l'usine de la compagnie. Un membre de la foule tire sur un briseur de grève et le tue. Le gouverneur Frank Steunenberg déclare la loi martiale et fait arrêter plus d'un millier de mineurs. Paul Corcoran, secrétaire du syndicat, est accusé de meurtre. William Borah est engagé comme procureur dans un procès qui commence à Wallace le 8 juillet 1899. Les témoins de l'accusation déclarent avoir vu Corcoran assis sur le toit du train, fusil à la main, et plus tard sauter sur le quai. La défense soutien que, compte tenu des courbes prononcées et de la plate-forme rugueuse de la voie ferrée, personne n'aurait pu s'asseoir sur le train, ni sauter de celui-ci sans être gravement blessé. William emmène le jury sur la ligne de chemin de fer et démontre comment Corcoran aurait pu agir. Il fait appel à ses compétences d'adolescent pour monter sur le toit du train et sauter de celui-ci jusqu'au quai sans se blesser. Corcoran est reconnu coupable, mais sa peine de mort est commuée. Il est gracié en 1901, après que Steunenberg ait quitté ses fonctions. William Borah est largement salué pour son action dramatique dans cette affaire.

#### Candidat au Sénat
En 1896, William Borah se joint à de nombreux Idahoains, dont le sénateur Fred Dubois (en), pour soutenir le parti républicain dans la campagne présidentielle du démocrate William Jennings Bryan ; Libre frappe de la monnaie, préconisé par Bryan, est extrêmement populaire dans l'Idaho. William devient ainsi un Silver Republican (en) en opposition à la campagne du candidat républicain à la présidence, l'ancien gouverneur de l'Ohio William McKinley. William Borah se présente à la Chambre des représentants cette année-là, mais il sait qu'avec le vote silver partagé entre lui et un candidat démocrate-populiste de la fusion, il a peu de chances de gagner. Il se concentre sur des discours visant à obtenir une législature qui réélise Dubois - jusqu'en 1913, les législatures des États ont choisi les sénateurs. Bryan, Dubois et William Borah sont tous battus.
En 1898, il soutient la guerre hispano-américaine et reste fidèle aux Silver Republicans. En 1900, il considère que la question de l'argent a une importance minime en raison de l'augmentation de la production d'or et de la prospérité nationale. Avec d'autres anciens silver, il fait un retour sans regret au sein du parti républicain. Il prononce des discours pour McKinley, qui est réélu. Bryan, cependant, remporte les voix électorales de l'Idaho pour la deuxième fois. Fred Dubois, bien que restant nominalement un Silver Republicans, gagne le contrôle du parti démocrate de l'État, et est renvoyé au Sénat américain par la législature de l'Idaho.
La pratique juridique de William Borah le rend célèbre dans le sud de l'Idaho, et en 1902, il cherche à être élu au Sénat. À cette époque, un parti républicain unifié est considéré comme susceptible de vaincre la combinaison démocrate/populiste qui a dirigé l'Idaho pendant les six dernières années. La convention républicaine de 1902 dans l'État de l'Idaho montre que William a probablement le plus de soutien parmi la population, mais le choix du sénateur est généralement dicté par le caucus du parti majoritaire au sein de la législature. Lors de l'élection de 1902, les républicains reprennent le contrôle, en élisant un gouverneur de leur parti, ainsi que le seul membre de la Chambre de l'État et une large majorité au sein du corps législatif. Trois autres républicains briguent un siège au Sénat, dont Weldon B. Heyburn, un avocat spécialisé dans les mines, originaire du nord de l'État. Lorsque la législature se réunit au début de 1903, William Borah prend la tête des premiers votes du caucus, mais les autres candidats se retirent ensuite et soutiennent Heyburn ; il est choisi par le caucus, puis par la législature. Il y a de nombreuses rumeurs de corruption dans le choix de Heyburn, et William Borah prévoit que la défaite ne mettrait pas fin à sa carrière politique. Il décide de se porter candidat au siège du sénateur Dubois (alors démocrate) lorsque celui-ci est pourvu par le corps législatif au début de 1907.
Lors de la convention de l'État à Pocatello en 1904, il fait un discours en faveur de l'élection de Theodore Roosevelt pour un mandat complet à la présidence, qui est largement applaudi. Mais les républicains de la vieille garde de l'Idaho s'opposent à lui et ils sont déterminés à vaincre William Borah dans sa deuxième candidature au Sénat. La même année, Dubois compromet ses chances d'obtenir un troisième mandat en s'opposant à la nomination de H. Smith Woolley, membre de l'Église de Jésus-Christ des saints des derniers jours (de nombreux habitants de l'Idaho ont adhéré à cette foi), en tant qu'assesseur responsable de l' United States Assay Office à Boise. Dubois avait progressé politiquement par l'anti-mormonisme dans les années 1880, mais la question était plus ou moins morte en Idaho en 1904. Woolley est confirmé par le Sénat américain malgré l'opposition de Dubois, et Rufus G. Cook, dans son article sur l'affaire, suggère que Dubois est appâté par Borah et ses partisans. Il en résulte que Borah attaque Dubois pour son anti-mormonisme en 1904 et en 1906, ce qui est bien joué dans les comtés fortement mormons du sud-est de l'Idaho.
William Borah fait campagne pour mettre fin au rôle du caucus dans la sélection du candidat républicain au Sénat, en faisant valoir que cette décision devrait être prise par le peuple, dans le cadre d'une convention. Il rédige une résolution basée sur celle adoptée par la convention républicaine de l'Illinois de 1858 qui avait soutenu Abraham Lincoln pour le Sénat dans sa course infructueuse contre Stephen Douglas. Il conclut un accord avec un rival républicain potentiel, le gouverneur Frank Gooding, en vertu duquel William serait nommé au Sénat et Gooding réélu. Le 1er août 1906, les deux hommes reçoivent l'aval de la convention de l'État par acclamation. Dubois est le choix des démocrates, et William Borah fait campagne pour soutenir le président Roosevelt, soutenant que les républicains avaient apporté la prospérité à la nation et insistant sur la loi et l'ordre. Les électeurs réélisent Gooding et choisissent un corps législatif républicain qui, en janvier 1907, met Dubois à la retraite en élisant William Borah au Sénat.

#### Procès Haywood, accusations dans l'affaire Barber Lumber
William Borah présente ses accréditations au Sénat avant le début officiel de son premier mandat, le 4 mars 1907. Jusqu'en 1933, la session ordinaire du Congrès commence en décembre, ce qui donne à Borah le temps de participer à deux grands procès. L'un d'entre eux le propulse sur le devant de la scène nationale pour son rôle dans la poursuite de Big Bill Haywood, et l'autre, avec Borah en tant qu'accusé, le met en danger d'aller en prison.
Big Bill Haywood est jugé pour conspiration dans le meurtre de l'ex-gouverneur Steunenberg, victime le 30 décembre 1905 d'une bombe placée sur le portail de sa maison à Caldwell. William Borah, qui considérait Steunenberg comme une figure paternelle, faisait partie des Idahoains éminents qui se sont précipités à Caldwell et ont vu le corps déchiqueté de Steunenberg ainsi que la neige tachée de sang. Les soupçons se portent rapidement sur un homme descendu dans un hôtel local qui s'est révélé être Harry Orchard, expert en explosifs et assassin. De nombreux dirigeants syndicaux étaient aigris contre Steunenberg pour ses actions pendant son mandat, et Harry Orchard a impliqué quatre d'entre eux. Les trois qui ont pu être retrouvés, dont Haywood, sont extradés du Colorado vers l'Idaho en février 1906. Au fur et à mesure que les contestations judiciaires passent devant les tribunaux, l'affaire devient un sujet de campagne à la fois pour Gooding, qui avait signé le mandat d'extradition, et pour William Borah, qui rejoint l'équipe du ministère public et déclare que le jugement de l'affaire est plus important pour lui que son envoi au Sénat.
Alors que les accusés de Big Bill Haywood attendent leur procès, William Borah et d'autres sont inculpés devant la cour fédérale pour fraude foncière, en rapport avec l'acquisition par la Barber Lumber Company (dont William avait été l'avocat) de titres de propriété sur des revendications de terres boisées. Des individus avaient déposé des demandes, puis les avaient vendues à la Barber Company, bien qu'ils aient juré que les demandes étaient pour leur propre usage. Le procureur des États-Unis pour l'Idaho, Norman M. Ruick, élargit le grand jury de 12 à 22 membres avant de pouvoir obtenir un vote majoritaire pour inculper William (par une marge de 12-10). L'inculpation est perçue comme étant politique, M. Ruick agissant au nom des républicains de l'Idaho qui avaient perdu la direction du parti de l'État au profit du nouveau sénateur. Roosevelt adopte une attitude attentiste, William Borah, qui envisage de démissionner de son siège au Sénat même dans le cas où il serrait disculpé.
Big Bill Haywood est le premier des trois accusés à être jugé ; la sélection du jury commence le 9 mai 1907 et les procédures à Boise se poursuivent pendant plus de deux mois. La salle d'audience, les couloirs et même la pelouse à l'extérieur sont souvent remplis. Parmi les avocats de l'accusation figurent William Borah et le futur gouverneur James H. Hawley ; le célèbre avocat Clarence Darrow dirige l'équipe de la défense. Un des points forts du procès est le contre-interrogatoire de William Borah sur Big Bill Haywood, qui nie l'animosité personnelle contre Steunenberg et tout lien avec sa mort. Un autre moment fort est la plaidoirie finale de William pour l'accusation en réfutation de Darrow les 25 et 26 juillet.
William Borah se souvient de la nuit du meurtre de l'ex-gouverneur :
« I saw Idaho dishonored and disgraced. I saw murder—no, not murder, a thousand times worse than murder; I saw anarchy wave its first bloody triumph in Idaho. And as I thought again I said "Thou living God, can the talents or the arts of counsel unteach the lesson of that hour?" No, no. Let us be brave, let us be faithful in this supreme test of trial and duty ... But you never had a duty imposed upon you which required more intelligence, more manhood, more courage than that which the people of Idaho assign to you this night in the final discharge of your duty,. »
« J'ai vu l'Idaho déshonoré et disgracié. J'ai vu le meurtre - non, pas le meurtre, mille fois pire que le meurtre ; j'ai vu l'anarchie brandir son premier triomphe sanglant dans l'Idaho. Et en y repensant, j'ai dit : "Toi, Dieu vivant, les talents ou les arts du conseil peuvent-ils dévoiler la leçon de cette heure ?" Non, non. Soyons courageux, soyons fidèles dans cette épreuve suprême de l'épreuve et du devoir... Mais on ne vous a jamais imposé un devoir qui exigeait plus d'intelligence, plus de virilité, plus de courage que celui que le peuple de l'Idaho vous assigne cette nuit dans l'accomplissement final de votre devoir. »
Bien que Darrow ait eu gain de cause, obtenant l'acquittement de Haywood, le procès a transformé Borah d'un obscur sénateur de première année en une figure nationale. Mais Borah devait encore faire face à un jury pour l'accusation de fraude foncière, ce qu'il fit en septembre 1907, un procès qui se déroula alors sur l'insistance de Roosevelt - Ruick avait demandé plus de temps, mais Borah voulait que l'affaire soit réglée avant la réunion du Congrès en décembre. Borah refusa de contester l'acte d'accusation. Lors du procès, son avocat a laissé libre cours à Ruick ; le juge a commenté l'incapacité de Ruick à lier Borah à un quelconque délit. La défense s'est appuyée presque entièrement sur le témoignage de Borah, et le jury l'a rapidement acquitté, déclenchant des célébrations sauvages à Boise. Roosevelt a démis Ruick de ses fonctions de procureur en 1908.

### Sénateur (1907–1940)

#### Insurgé progressiste (1907–1913)
Lorsque William Borah se rend à Washington pour la session ordinaire du Sénat en décembre 1907, il est immédiatement une figure de proue, non seulement pour les événements dramatiques de l'Idaho mais aussi pour avoir conservé ses habitudes occidentales, notamment le port d'un chapeau de dix gallons. Il est alors habituel pour les jeunes sénateurs d'attendre peut-être un an avant de prononcer leur premier discours, mais à la demande de Roosevelt, en avril 1908, William prend la parole pour défendre le renvoi par le président de plus de 200 soldats afro-américains dans l'affaire de Brownsville au Texas. La cause de leur innocence est défendue par le sénateur de l'Ohio, Joseph B. Foraker. Les soldats sont accusés d'avoir tiré sur une ville du Texas près de leur camp militaire. William Borah déclare que leurs actions présumées sont aussi répréhensibles que le meurtre de Steunenberg. Les accusations font ensuite l'objet d'une nouvelle enquête. Le gouvernement conclu que les soldats avaient été accusés à cause de fonctionnaires racistes dans la ville et, en 1972, bien après la mort de Roosevelt, William Borah et de la plupart des soldats, leurs licenciements déshonorants de l'armée ont été annulés.
Les dirigeants républicains ont entendu dire que William Borah est un avocat d'entreprise, qui avait poursuivi des dirigeants syndicaux ; ils le croient favorable à leurs positions de la vieille garde et l'affecte à d'importants comités. William croit aux droits des syndicats, tant qu'ils ne commettent pas d'actes violents. Lorsque William Borah défend des positions progressistes après sa prestation de serment, le sénateur du Rhode Island Nelson Aldrich, le puissant président de la commission des finances du Sénat, espère faire pression sur lui par l'intermédiaire des entreprises clientes de l'Occidental, pour découvrir ensuite qu'il a  renoncé à ces représentations avant de venir à Washington. William Borah devient l'un des républicains progressistes de plus en plus nombreux au Sénat. Pourtant, William s'est souvent opposé à la législation libérale, la critiquant ou craignant qu'elle n'augmente le pouvoir du gouvernement fédéral. Tout au long de ses années au Sénat, où il siègera jusqu'à sa mort en 1940, ses positions idiosyncrasiques limiteront son efficacité en tant que réformateur.
Après l'inauguration du successeur de Roosevelt à la présidence, l'ancien secrétaire à la Guerre William Howard Taft, en mars 1909, le Congrès se bat pour ce qui devient le tarif Payne-Aldrich. À l'époque, les tarifs sont la principale source de revenus du gouvernement, et les conflits à leur sujet sont passionnés. Le programme du parti promet une réforme des tarifs, ce que des insurgés progressistes comme Borah interprètent comme une réduction des tarifs. Les législateurs de la vieille garde comme le sénateur Aldrich ne sont pas d'accord, et la version finale a en fait augmenté les tarifs d'environ un pour cent. Les batailles aliènent William de Taft, qui dans un discours à Winona, Minnesota, décrit la nouvelle loi comme le meilleur tarif que le pays ait jamais eu. William Borah et d'autres progressistes  proposent de joindre un impôt sur le revenu au projet de loi sur les tarifs ; lorsque cela s'avère inacceptable pour Taft, qui craint que la Cour suprême ne l'invalide à nouveau, William l'a reformule sous la forme d'un amendement constitutionnel, qui est adopté à l'unanimité par le Sénat, puis par la Chambre, et à la surprise de beaucoup, adopte le nombre requis de législatures d'État en 1913 pour devenir le seizième amendement.
William Borah contribue également à l'autre amendement constitutionnel à ratifier en 1913, le dix-septième amendement, qui prévoit l'élection directe des sénateurs par le peuple. En 1909, en raison de l'influence de William, l'assemblée législative de l'Idaho adopte une loi prévoyant l'élection des sénateurs américains dans tout l'État, les législateurs étant en théorie tenus de choisir le vainqueur. En 1912, plus de 30 États avaient adopté des lois similaires. William Borah a promu l'amendement au Sénat en 1911 et 1912 jusqu'à ce qu'il soit adopté par le Congrès et, au bout d'un an, il est ratifié par les États. Le pouvoir d'élire les sénateurs étant passé au peuple, selon McKenna, le populaire William Borah « s'est assuré une option de vie sur un siège au Sénat ».
William Borah s'oppose à Taft sur un certain nombre de questions et en mars 1912, il annonce son soutien à la candidature de Roosevelt sur Taft pour l'investiture républicaine à la présidence. La plupart des délégués à la Convention nationale républicaine de 1912 à Chicago sélectionnés par les primaires soutiennent Roosevelt, mais comme la plupart des États organisent des conventions pour sélectionner les délégués, le contrôle de Taft sur la machine du parti lui donne l'avantage. Un certain nombre d'États, en particulier dans le Sud, contestent les sièges de délégués, des questions qui seraient initialement réglées par le Republican National Committee. William est le membre du Comité national républicain de l'Idaho et est l'un de ceux désignés par la campagne Roosevelt pour se battre pour lui au sein du RNC. Comme Taft contrôle le comité, William Borah trouve peu de victoires. William fait partie de ceux qui essayent de trouver un candidat de compromis, et on  parle de lui pour ce rôle, mais tous ces efforts échouent.
Lorsqu'il devient évident que Taft serait renommé, Roosevelt et ses partisans font éclater le parti ; l'ancien président demande à William Borah de présider la réunion d'organisation de son nouveau parti progressiste, mais l'Idahoain refuse. William ne veut pas quitter le parti républicain et ne soutient aucun des candidats à la présidence (les démocrates nomment le gouverneur du New Jersey Woodrow Wilson). Lorsque Roosevelt vient à Boise en octobre, lors d'un changement de campagne, William Borah estime qu'il doit saluer l'ancien président et s'asseoir sur la plate-forme pendant que Roosevelt parle, bien qu'il ne veuille pas le soutenir. Dans son discours, Roosevelt parle d'une longue liste de votes de délégués d'État qui lui a été volée, et après chaque vote, il se tourne vers William Borah et lui demande : « N'est-ce pas, Sénateur Borah ? », ne lui laissant pas d'autre choix que de hocher la tête. On ne sait pas si William Borah a voté pour Roosevelt ou Taft, il déclare plus tard les deux à des moments différents. Le principal problème dans l'Idaho est la réélection de William Borah, qui est si populaire que les mécontents du sénateur pour ne pas avoir soutenu Taft ou Roosevelt se taisent. Les habitants de l'Idaho contribuent à l'élection de Wilson, mais envoient 80 législateurs républicains sur 86 à Boise (deux des six démocrates s'étant engagés à soutenir William Borah si nécessaire), qui, le 14 janvier 1913, renvoie William Borah pour un second mandat,.

#### Années Wilson

##### Avant-guerre (1913–1917)
Les républicains perdent la présidence avec l'investiture de Wilson et deviennent minoritaires au Sénat. Lors du remaniement des commissions qui suivent, William Borah se voit attribuer un siège aux relations extérieures. Il l'occupe pendant le quart de siècle suivant, devenant ainsi l'une des principales figures américaines en matière d'affaires internationales.
William Borah approuve généralement de nombreuses propositions de Wilson, mais trouve des raisons de voter contre. Il vote contre la loi sur la Réserve fédérale de 1913 (estimant qu'il s'agit d'une aumône aux riches), après avoir obtenu une concession selon laquelle aucun banquier ne serait initialement nommé au conseil de la Réserve fédérale. William pense que les monopoles, publics et privés, doivent être démantelés, et pense que la nouvelle Federal Trade Commission serait un moyen pour les trusts de contrôler leurs régulateurs ; il vote contre le projet de loi et déclare qu'il ne soutiendrait pas la confirmation des premiers commissaires. Selon William Borah, la loi Clayton Antitrust Act, n'est qu'un moyen pour le Congrès de donner l'impression de traiter avec les trusts sans le faire réellement.
En 1913 et au début de 1914, William Borah s'oppose à Wilson et à son secrétaire d'État, Bryan, au sujet de la politique latino-américaine. William pense que les États-Unis sont toujours tentés de s'étendre en Amérique latine, ce que la construction du canal de Panama aggrave. Si les États-Unis le faisaient, la population locale devrait être soumise ou incorporée dans la structure politique américaine, ce qu'il ne jugeait pas possible. Convaincu que les nations doivent être laissées à l'abri des grandes puissances, William Borah dénonce l'ingérence américaine dans les gouvernements latino-américains ; il s'oppose à Wilson sur la politique à l'égard du Mexique, alors en pleine révolution. Wilson décide que le gouvernement mexicain, dirigé par Victoriano Huerta, devait s'engager à organiser des élections auxquelles Huerta ne se présenterait pas avant d'être reconnu. Bien que William Borah déteste Huerta, qu'il considère comme trop proche de la direction prérévolutionnaire, il estime que les mexicains doivent décider qui dirige le Mexique, et s'oppose au plan de Wilson.
Après le début de la Première Guerre mondiale en 1914, William Borah est d'avis que les États-Unis doivent rester complètement en dehors de la guerre et il vote en faveur d'une législation demandée par Wilson interdisant les livraisons d'armes aux belligérants. William est inquiet lorsque Wilson autorise des crédits à la Grande-Bretagne et à la France après leur avoir refusé des prêts, car ces crédits servent le même objectif, à savoir faire avancer la guerre. Il est vigilant pour soutenir les droits de neutralité des États-Unis, et est scandalisé à la fois par le naufrage du Lusitania par les allemands en 1915 et par les violations des droits des américains par les forces britanniques. On parle de William comme d'un candidat possible à la présidence en 1916, mais il ne recueille que peu de soutien : la vieille garde le déteste presque autant que Roosevelt, tandis que d'autres se demandent si un homme aussi libre de la discipline du parti peut diriger ses rangs. William Borah  déclare qu'il n'a pas l'argent nécessaire pour se présenter. Il travaille en coulisses pour trouver un candidat qui réunirait les Républicains et les Progressistes : membre d'un comité conjoint des conventions des deux partis pour la réunification, William Borah reçoit un accueil favorable lorsqu'il s'adresse à la convention des Progressistes. Les républicains nomment Charles Evans Hughes, et les dirigeants progressistes le soutienne à contrecœur, mais certains anciens partisans de Roosevelt refusent de soutenir Hughes. William Borah fait campagne pour le candidat républicain à la présidence (ce qu'il ne fera qu'une fois de plus, pour Hoover en 1928), mais Wilson remporte de justesse sa réélection.

##### Guerre mondiale et traité de Versailles (1917-1920)
« [President Wilson] is in favor of a League of Nations. If the Savior of mankind would revisit the earth and declare for a league ... I would be opposed to it. That is my position and it is not a question of personality. It is a question of policy for my government. »
—  William E. Borah au Sénat, décembre 1918.
        
« [Le président Wilson] est en faveur d'une Société des Nations. Si le Sauveur de l'humanité revisitait la terre et déclarait pour une ligue... Je m'y opposerais. C'est ma position et ce n'est pas une question de personnalité. C'est une question de politique pour mon gouvernement. »
Après la reprise de la guerre sous-marine illimitée par l'Allemagne au début de 1917, beaucoup considèrent que l'entrée en guerre des États-Unis est inévitable, bien que William Borah exprime l'espoir qu'elle puisse encore être évitée. Néanmoins, il soutient Wilson sur la législation visant à armer les navires marchands, et vote en faveur de cette proposition lorsque le président demande une déclaration de guerre en avril 1917. Il indique clairement qu'à son avis, les États-Unis vont défendre leurs propres droits et n'ont aucun intérêt commun avec les Alliés au-delà de la défaite des puissances centrales. Il le répète souvent pendant la guerre : les États-Unis ne cherchent aucun territoire et ne s'intéressent pas aux désirs français et britanniques de territoire et de colonies. William Borah, bien qu'étant un fervent partisan de la guerre, est probablement le plus grand défenseur des vues progressistes en temps de guerre, s'opposant au projet et à l'Espionage Act of 1917, et faisant pression sur Wilson pour des déclarations d'objectifs de guerre limités. Le mandat de William doit expirer en 1919 ; n'ayant jamais été une personne riche et étant durement touché par le coût élevé de la vie à Washington en temps de guerre, il envisage de quitter le Sénat et de pratiquer le droit dans un grand cabinet new-yorkais. Cependant, il se sent nécessaire au Sénat et dans l'Idaho, car les deux sièges de l'État seront à pourvoir en novembre 1918 en raison du décès du jeune collègue de William Borah, James H. Brady. Même le président Wilson demande la réélection de William dans une lettre adressée à l'ancien sénateur Dubois. William Borah obtient les deux tiers des voix pour son troisième mandat, tandis que l'ancien gouverneur Gooding remporte de justesse le siège de Brady. Au niveau national, les républicains reprennent le contrôle du Sénat avec une majorité de 49-47.
Le fait que la guerre ne durerait pas longtemps après l'élection était évident dans les derniers jours de la campagne électorale de mi-mandat du Congrès de 1918, qui mène en partie pour décider quel parti contrôlerait le processus de paix d'après-guerre. Wilson espèrae un traité basé sur les quatorze points de Wilson et  demande la formation d'une organisation d'après-guerre pour assurer la paix. William, bien conscient que les États-Unis joueraient un rôle important à la table des négociations de paix, considère une telle organisation comme un piège qui impliquerait inévitablement les États-Unis chaque fois qu'un conflit se développerait en Europe. Il décide de s'opposer au plan de Wilson malgré son admiration personnelle pour le président. Comme de nombreux Occidentaux, William Borah a des idéaux agraires et les associe à une politique d'isolationnisme et d'évitement des enchevêtrements avec l'étranger qui, selon lui, ont bien servi la nation. William s'efforce, tout au long de la bataille, de souligner qu'il s'était opposé au principe d'une ligue avant que celle-ci ne devienne une question partisane ; selon McKenna, dans le combat de la Ligue Borah, « il n'y a aucune trace de partisanerie, de jalousie ou d'hostilité personnelle ».

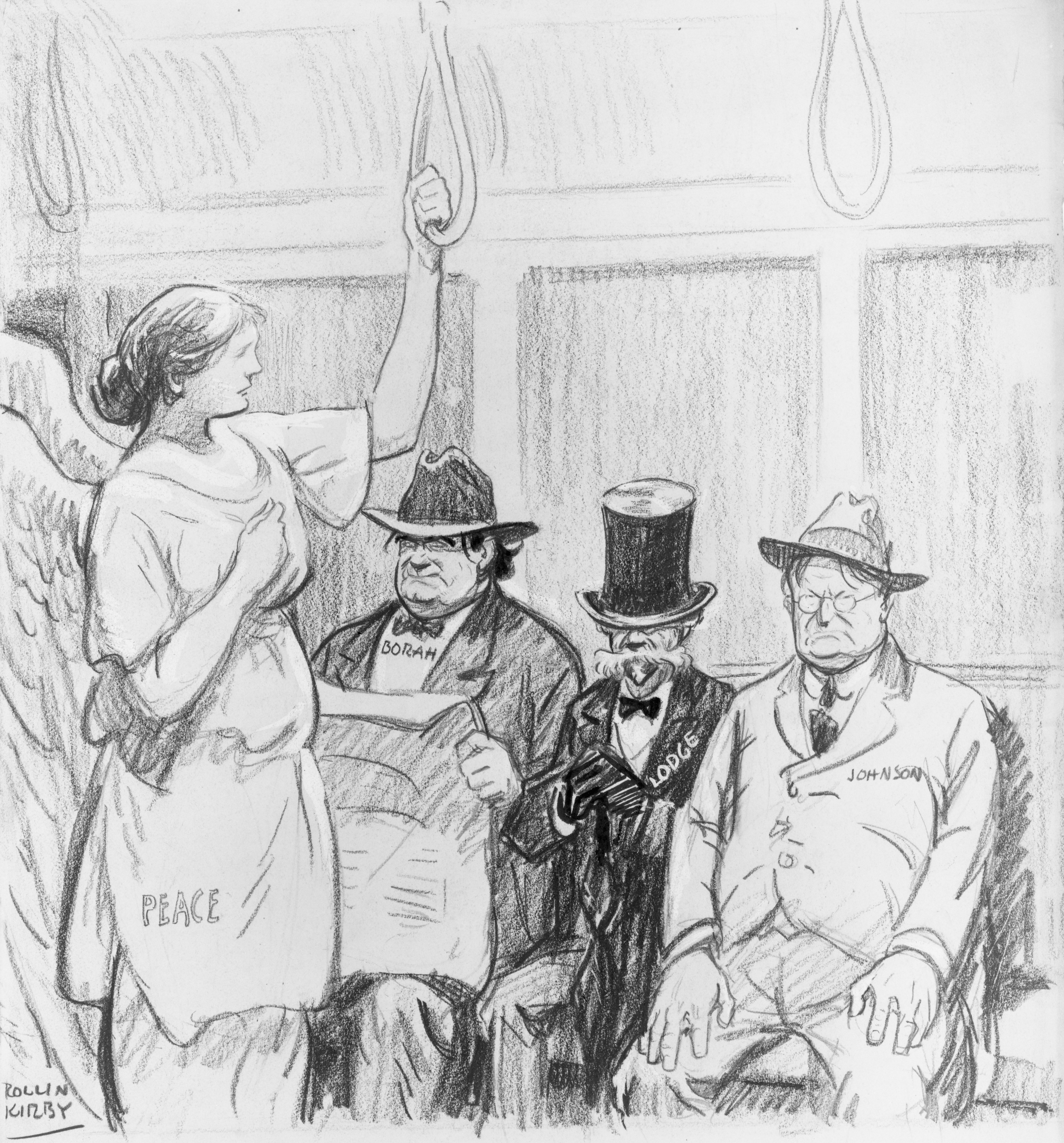
Borah (seated at left), Lodge, and California's Hiram Johnson refuse to yield their seats to Peace.

Les républicains estiment que Wilson fait de la paix une question politique, surtout lorsque le président demande la tenue d'un Congrès démocrate avant l'élection de 1918 et assiste en personne à la Conférence de paix de Paris, ne prenant aucun républicain dans sa délégation. Wilson estime que sa déclaration est la seule chance d'obtenir un Sénat susceptible de ratifier un traité pour une organisation d'après-guerre destinée à maintenir la paix, et juge la conciliation inutile. À Paris, Wilson et d'autres dirigeants négocient ce qui allait devenir la Société des Nations, une organisation internationale dont les dirigeants du monde espèrent que la diplomatie, et si nécessaire la force, assurerait la paix. L'opinion des sénateurs républicains va des irréconciliables comme Borah, qui ne soutiennent aucune organisation, à ceux qui sont fortement en faveur d'une telle organisation ; aucun ne veux que Wilson se présente à l'élection présidentielle de 1920 avec le mérite d'avoir réglé la question de l'Europe. Une fois que les termes généraux du traité de Versailles, qui comprennent la Charte de la Société des Nations, sont présentés par Wilson en février 1919, Henry Cabot Lodge du Massachusetts, le nouveau chef de la majorité au Sénat, décide d'une stratégie : plutôt que de s'opposer carrément, les républicains offrent des réserves au traité que Wilson ne peut pas accepter.
Une semaine après la présentation du traité par Wilson, Borah a décliné l'invitation à la Maison Blanche qui lui avait été adressée, ainsi qu'à d'autres membres du Sénat et de la Chambre des représentants siégeant dans les commissions des relations étrangères, alléguant qu'il n'y avait aucune chance de trouver un terrain d'entente, bien qu'il ait écrit au secrétaire particulier de Wilson qu'aucune insulte n'était prévue. Dans les mois qui ont suivi, Borah a été l'un des dirigeants des Irréconciliables. Une cible particulière était l'article X de la charte, qui obligeait tous les membres à défendre l'indépendance de chacun. Les Irréconciliables ont fait valoir que cela engagerait les États-Unis dans une guerre sans leur consentement ; Borah a déclaré que les États-Unis pourraient être contraints d'envoyer des milliers d'hommes s'il y avait un conflit en Arménie. D'autres dispositions ont été examinées ; Borah a proposé que les représentants américains à Paris soient invités à insister sur la question de l'indépendance de l'Irlande, mais le Sénat n'a pris aucune mesure. Borah trouve les dispositions du traité concernant l'Allemagne choquantes dans leur caractère vindicatif, et craint qu'elles n'étouffent la nouvelle République de Weimar à la naissance.
La faible majorité républicaine au Sénat rendit les votes irréconciliables nécessaires à la stratégie de Lodge, et il rencontra Borah en avril 1919, le persuadant de suivre le plan de retard et de réserves comme étant le plus susceptible de réussir, car cela permettrait de diminuer le soutien populaire initial à la proposition de Wilson. Aucun des deux sénateurs n'aimait vraiment l'autre ou ne lui faisait confiance, mais ils conclurent un pacte de prudence pour faire échouer le traité. Lodge était également président de la commission des relations étrangères du Sénat et il a retardé le traité en convoquant une longue série d'audiences, présidant un comité rempli d'irréconciliables, dont Borah. Alors que ces audiences se poursuivaient au cours de l'été 1919, Wilson entreprit une tournée de conférences en train pour amener le public à faire pression sur le Sénat en vue de sa ratification, tournée qui se termina par son effondrement. Dans les mois qui ont suivi, un Wilson malade a refusé tout compromis.
Borah a participé à la rédaction du rapport majoritaire de la commission, recommandant 45 amendements et 4 réserves. En novembre 1919, le Sénat a rejeté les deux versions du traité de Versailles, avec et sans ce qu'on appelait les réserves de la loge. Borah, ravi, proclame cette journée la plus importante depuis la fin de la guerre civile. En janvier suivant, le Sénat a examiné à nouveau le traité et Lodge a voulu réunir un groupe bipartite de sénateurs pour trouver un compromis. Borah, menaçant de schisme au sein du parti, rencontra Lodge à huis clos, et Lodge retira son projet. Le Sénat vota une nouvelle fois, en mars 1920, le traité avec une version des réserves de la Loge, et il échoua à nouveau. Selon Robert James Maddox, dans son livre sur l'influence de Borah sur la politique étrangère américaine, les Irréconciliables «dictaient au chef de la majorité comme s'ils étaient la majorité. Borah mérite autant que tout autre homme le crédit - ou le blâme - de la défaite de la Ligue».

#### Droit de vote des femmes
L'Idaho accorde le droit de vote aux femmes en 1896, et William Borah est un ferme partisan du suffrage féminin. Toutefois, il n'est pas favorable à un amendement constitutionnel visant à réaliser cet objectif à l'échelle nationale, estimant que les États ne devraient pas se voir imposer l'obligation de voter pour les femmes. William Borah vote contre l'amendement proposé lorsqu'il est soumis au vote en 1914, et il n'est pas adopté. Les militants pensent qu'en tant que progressiste reconnu, et en tant que personne qui se présenterait pour la première fois devant les électeurs en tant que sénateur en 1918, il pourrait être persuadé de soutenir l'amendement et, dans le cas contraire, être évincé. Lorsque ce qui allait devenir le dix-neuvième amendement est adopté par la Chambre, William Borah annonce son opposition, écrivant à un habitant de l'Idaho : « Je suis conscient que... [ma position] suscitera de nombreuses critiques parmi mes amis dans mon pays [mais] je préférerais renoncer à mon poste [plutôt que] d'exprimer un vote... auquel je ne crois pas ».
Les militants décident de faire pression sur William Borah avec des pétitions de ses électeurs, et l'ancien président Roosevelt lui envoie une note l'exhortant à changer son vote. Cela n'a aucun effet, et lorsque le Sénat vote sur l'amendement au début du mois d'octobre 1918, il échoue de deux voix, William Borah votant par la négative. D'autres pétitions et pressions sur William Borah suivent, et le sénateur accepte de rencontrer la leader suffragiste Alice Paul. Après la réunion, elle déclare que William Borah avait accepté de soutenir l'amendement s'il était réélu, mais le sénateur a répondu qu'il n'avait rien accepté de tel. Néanmoins, Alice Paul met fin aux efforts visant à influencer ou à faire échouer William Borah, et le sénateur conserve son siège avec une marge de près de deux contre un.
Pendant la session du Congrès qui suit l'élection, William Borah ne fait aucune déclaration publique sur la façon dont il votera lorsque l'amendement sera à nouveau présenté. En février 1919, le Sénat vote à nouveau, et William Borah vote non - l'amendement échoue d'une voix. Plusieurs des nouveaux sénateurs qui prennent leurs fonctions en mars 1919 s'engagent à soutenir l'amendement, et le 4 juin, le Sénat vote à nouveau, la Chambre ayant précédemment voté pour approuver l'amendement. Il est adopté avec une marge de deux voix, et est envoyé aux États pour ratification (ce qui est fait en août 1920, mais William Borah vote de nouveau contre, il est l'un des huit républicains à le faire.

#### Années Harding et Coolidge
William Borah est déterminé à faire en sorte que le candidat républicain à la présidence en 1920 ne soit pas pro-Ligue. Il soutient son camarade Irréconciliable, le sénateur californien Hiram Johnson, qui avait été le colistier de Roosevelt en 1912. William Borah allègue la corruption de la part du principal candidat à l'investiture républicaine, le général Leonard Wood, et est rabroué lorsqu'il demande à connaître les opinions de la Ligue du principal rival de Wood, le gouverneur de l'Illinois Frank Lowden. Lorsque la convention nationale républicaine de 1920 se réunit à Chicago en juin, les délégués se retrouvent dans l'impasse, tant en ce qui concerne le choix de la tête de liste que le contenu de la clause de la ligue dans le programme du parti. La lutte pour la Ligue est décidée, avec l'appui de William Borah, en utilisant le langage proposé par l'ancien secrétaire d'État Elihu Root soutenant une ligue, plutôt que la Ligue. L'impasse présidentielle est plus difficile à résoudre. Détestant à la fois les intrigues politiques et le tabac, William Borah ne participe pas aux discussions dans les salles enfumées où les républicains tentent de sortir de l'impasse. Au départ, il n'est pas très enthousiaste à l'égard du candidat final, le sénateur de l'Ohio Warren G. Harding, son collègue de la commission des relations étrangères, car il est déçu de l'échec de la candidature de Johnson et n'apprécie pas la position vague de Harding sur la Société des Nations. Néanmoins, William Borah soutient fermement Harding et son colistier, le gouverneur du Massachusetts Calvin Coolidge, qui sont victorieux. William Borah a déclaré plus tard qu'il aurait quitté le Sénat si Harding avait perdu.
William Borah s'est montré aussi idiosyncrasique que jamais dans ses opinions sur Harding en tant que président. L'idée originale de la Conférence navale de Washington de 1921-1922 est née d'une résolution qu'il a présentée en décembre 1920. Après que le nouveau secrétaire d'État, Charles Hughes, ait repris l'idée, William Borah devient un opposant, convaincu que la conférence vont mener les États-Unis à la Société des Nations par la "petite porte". En 1921, lorsque Harding nomme l'ancien président Taft au poste de juge en chef, William est l'un des quatre sénateurs à s'opposer à la confirmation. William Borah déclare que Taft, à 63 ans, est trop âgé et qu'en tant qu'homme politique, il a été absent de la pratique du droit pendant des décennies.
En 1922 et 1923, William Borah s'exprime contre l'adoption du projet de loi anti-lynchage de Dyer, qui a été adopté par la Chambre. Fervent partisan de la souveraineté des États, il estime que le fait de punir les fonctionnaires des États qui ne parviennent pas à empêcher les lynchages est inconstitutionnel et que si les États ne peuvent pas empêcher ces meurtres, la législation fédérale ne sert à rien. Le projet de loi est rejeté par l'obstruction des démocrates du Sud au Sénat. Lorsqu'un autre projet de loi est présenté en 1935 et 1938, William continue de s'y opposer, affirmant alors qu'il n'est plus nécessaire, le nombre de lynchages ayant fortement diminué.

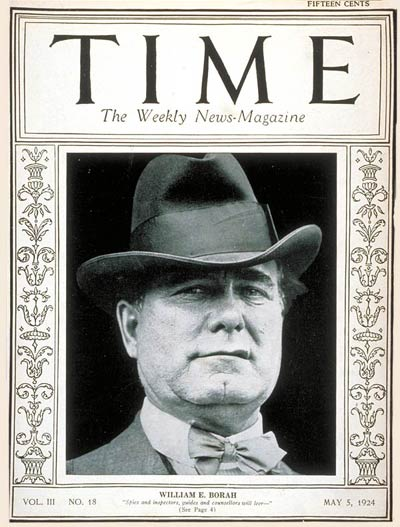
Couverture du Time du 5 mai 1924.

La mort de Harding en août 1923 amène Calvin Coolidge à la Maison Blanche. William Borah a été consterné par les opinions conservatrices de Harding, et pense que Coolidge montre des tendances libérales en tant que gouverneur. Il rencontre Coolidge à plusieurs reprises à la fin de 1923, et trouve le nouveau président intéressé par ses idées sur la politique étrangère et intérieure. William est encouragé lorsque Coolidge inclus dans son message annuel au Congrès une suggestion qu'il pourrait ouvrir des pourparlers avec l'Union soviétique sur le commerce - le gouvernement bolchevique n'a pas été reconnu depuis la révolution d'octobre 1917 et William a longtemps préconisé des relations. Sous la pression de la vieille garde, Coolidge retire rapidement sa proposition, décourageant William Borah, qui conclut que le président l'a trompé. Au début de 1924, le scandale du Teapot Dome éclate et bien que Coolidge ne soit pas impliqué dans l'affaire, certains des membres du cabinet impliqués, dont le procureur général Harry Daugherty, restent en fonction, soutenus par la Vieille Garde. Coolidge cherche le soutien de William dans la crise ; son prix est le renvoi de Daugherty. Le président bloque William Borah, et lorsque Daugherty démissionne finalement sous la pression, c'est davantage dû aux événements qu'à William Borah. Lorsque le président est désigné comme candidat à part entière lors de la Convention nationale républicaine de 1924, il propose la candidature de William Borah à la vice-présidence. Par exemple, lorsque Coolidge demande à William de joindre le billet, le sénateur demande quelle position il doit y occuper. La perspective de voir William Borah devenir vice-président consterne les membres du cabinet de Coolidge et d'autres fonctionnaires républicains, et ils sont soulagés de son refus. William Borah dépense moins de mille dollars pour sa campagne de réélection au Sénat cet automne-là, et obtient un quatrième mandat avec un peu moins de 80 % des voix. Coolidge et son choix de vice-président, Charles G. Dawes gagnent facilement,, bien que Borah n'ait pas fait campagne pour le ticket Coolidge/Dawes, alléguant que sa candidature à la réélection nécessitait toute son attention.
Le sénateur Lodge meurt en novembre 1924, faisant de William Borah le membre le plus ancien de la commission des relations étrangères, dont il prend la présidence. Il aurait pu devenir président de la commission judiciaire à la place, car la mort de Frank Brandegee, du Connecticut, fait de William l'aîné des républicains de cette commission également. La présidence des relations étrangères augmente considérablement son influence, une boutade étant que le nouveau secrétaire d'État, Frank B. Kellogg, créé la politique en sonnant à la porte de William Borah. William Borah continue de s'opposer aux interventions américaines en Amérique latine, se séparant souvent de la majorité républicaine à ce sujet. William Borah est un cavalier passionné, et Coolidge est censé avoir commenté après l'avoir vu faire de l'exercice dans le parc de Rock Creek que cela « doit déranger le sénateur d'aller dans la même direction que son cheval ».
Tout au long des années 1920, William Borah participe aux efforts visant à rendre la guerre illégale. L'avocat de Chicago Salmon Levinson, qui formule le plan de mise hors la loi de la guerre, travaille longtemps pour que le mercurien Borah en devienne le porte-parole. Maddox suggère que Borah est plus enthousiaste à l'égard de ce plan lorsqu'il en a besoin comme alternative constructive à des actions défensives telles que l'entrée dans la Cour mondiale, qu'il considère comme entraînant les États-Unis à l'étranger,. Au moment de l'élection de 1924, Levinson est frustré par Borah, mais la déclaration de Coolidge après l'élection, selon laquelle la mise hors-la-loi est l'un des problèmes qu'il se propose de traiter, fait brièvement renaître l'enthousiasme de Borah, pour le faire retomber ensuite. Ce n'est qu'en 1927, lorsque le ministre français des Affaires étrangères Aristide Briand propose aux États-Unis et à son pays de conclure un accord visant à « mettre la guerre hors la loi », que Borah s'intéresse à nouveau à la question, bien qu'il ait fallu des mois de harcèlement de la part de Levinson. En décembre 1927, Borah présente une résolution appelant à une version multilatérale de la proposition d'Aristide Briand et, une fois le pacte Kellogg-Briand négocié et signé par plusieurs nations, il obtient la ratification de ce traité par le Sénat.

#### Hoover et FDR
William Borah espère être élu président en 1928, mais sa seule chance est une convention républicaine dans l'impasse. Il hésite à soutenir le secrétaire d'État au commerce Herbert Hoover, préférant soutenir le sénateur de l'Ohio Frank B. Willis (en), mais après que ce dernier se soit effondré et soit décédé lors d'un meeting de campagne fin mars, Borah commence à plus apprécier Hoover. Le soutien de l'Idaho à Hoover se consolide au fur et à mesure que la campagne prend la forme d'un clivage rural/urbain. Borah est un fervent partisan de la Prohibition, et le fait que Hoover soit un autre « sec » influence Borah dans son soutien ; le sénateur n'aime pas le candidat démocrate, le gouverneur de New York Al Smith, un opposant à la Prohibition, le considérant comme une créature de Tammany Hall. Bien que le sénateur du Montana Thomas J. Walsh ait commenté « la récente conversion de Borah à Hoover » et que certains progressistes aient été découragés, Borah entreprend une longue tournée de campagne, avertissant qu'il voit « le succès de Tammany dans la politique nationale comme rien de moins qu'un désastre national ». Hoover est élu et remercie Borah pour « l'effet énorme » de son soutien. Il lui propose de le nommer secrétaire d'État, tout en déplorant sa perte au Sénat, mais Borah décline l'offre.

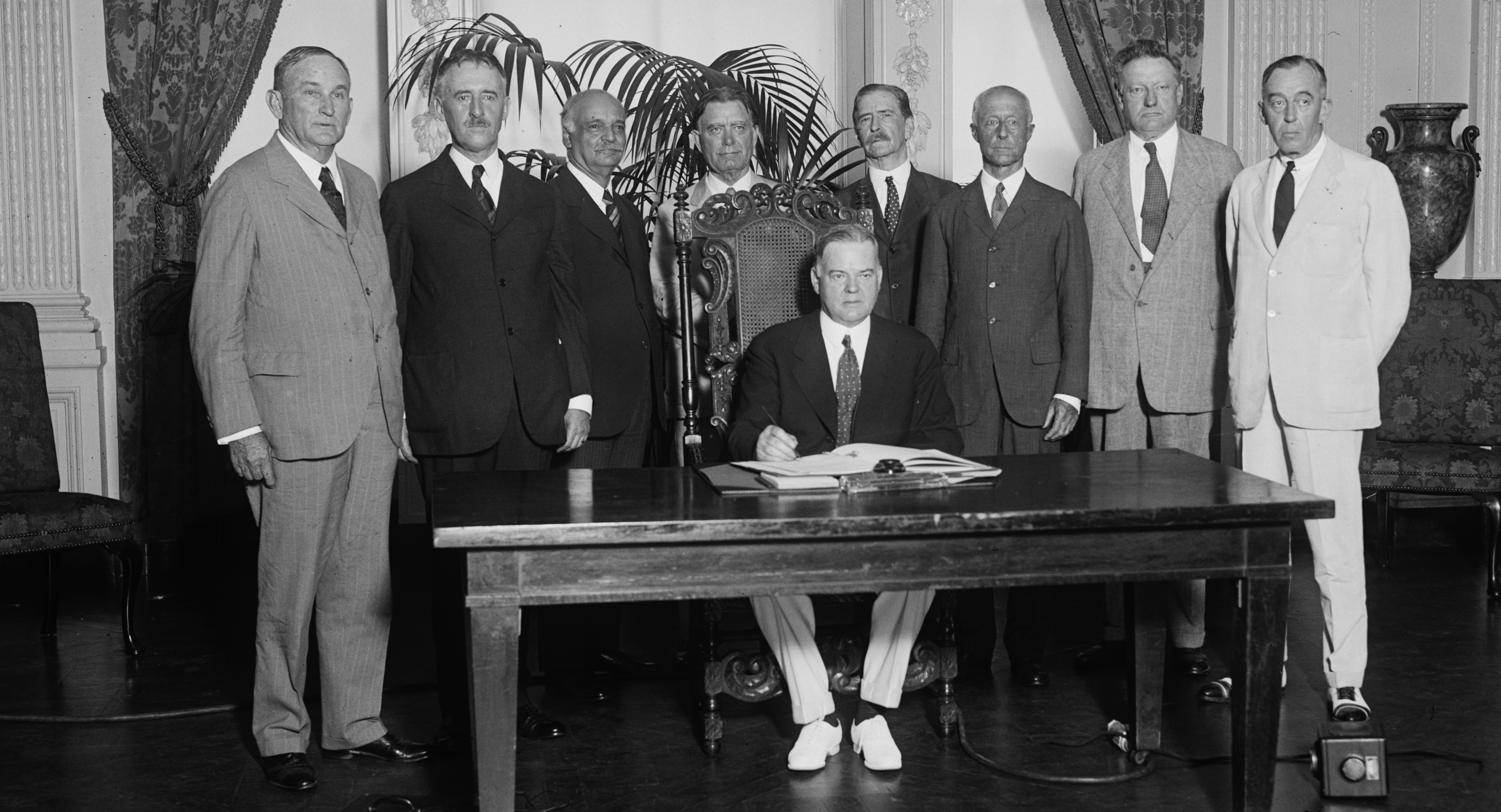
Hoover (assis) avec des sénateurs et des membres du cabinet, 1930. Borah se tient directement derrière sa chaise.

William Borah n'est pas personnellement affecté par le krach boursier d'octobre 1929, ayant vendu des actions et investi dans des obligations d'État. Des milliers d'Américains ont emprunté sur marge, et se retrouvent ruinés par le crash. En juin 1930, le Congrès adopte la loi Hawley-Smoot, augmentant fortement les taux sur les importations. William Borah est l'un des 12 républicains qui se sont joints aux démocrates pour s'opposer au projet de loi, qui a été adopté par le Sénat à 44 contre 42. William est candidat aux élections de 1930 et, malgré un effort de campagne minime, il obtient plus de 70 % des voix dans une mauvaise année pour les républicains.
Lorsqu'il retourne à Washington pour la session parlementaire du Sénat qui débute en décembre, Borah insiste sur l'adoption de lois qui aideraient les entreprises et suggère que les membres du Congrès reversent leur salaire au Trésor. L'économie continue de se détériorer au cours de l'hiver 1931, et Borah insiste sur l'adoption d'une loi d'aide, déclarant que les opposants ont fait valoir que « pour le gouvernement, nourrir cette femme et ses enfants malades détruirait son respect de soi et ferait d'elle une mauvaise citoyenne. Quelqu'un le croit-il ? C'est une imputation lâche sur les personnes sans défense. Je n'aime pas cela et je le répudie. ».
Lorsque le Congrès se réunit à nouveau en décembre 1931, les républicains contrôlent nominalement le Sénat grâce au vote décisif du vice-président Charles Curtis, mais, comme Hoover l'écrira plus tard, il n'y a pas de véritable majorité, car Borah et d'autres progressistes sont contre l'administration. Après la marche de la Bonus Army sur Washington, Borah et Hoover se mettent d'accord pour ne pas donner suite à leurs demandes tant que les ex-soldats restent dans la capitale. Borah considère que leur présence intimide le Congrès, mais il est furieux lorsqu'ils sont dispersés par la force.
Borah envisage de défier Hoover pour sa réélection en 1932, mais conclut que le contrôle du président sur la machine du parti, en particulier dans le Sud, ne peut être surmonté. Borah n'est pas d'accord avec le programme de la Convention nationale républicaine de 1932 sur la prohibition ; après que le parti ait adopté un vague compromis et renommé Hoover, Borah fait un discours important le 20 juin, attirant l'attention de tout le pays en attaquant le programme de son parti pendant quarante minutes. Entre cette date et novembre, il mentionne rarement le nom de Hoover en public, bien qu'il ait déclaré à la fin de la campagne qu'il voterait pour le président. Il fait des discours sur les problèmes et non sur les candidats, et ne fait rien pour aider la campagne de Hoover contre Franklin D. Roosevelt, qui est vouée à l'échec. Lorsque certains habitants de l'Idaho exigent qu'il soutienne Hoover sous peine de se voir opposer une nouvelle nomination au Sénat en 1936, Borah répond qu'il regrette que son quart de siècle au Sénat leur ait donné l'impression qu'il pouvait être touché par un tel ultimatum.
Le raz-de-marée démocrate qui accompagne l'élection de Roosevelt coûte à Borah sa présidence de la commission des relations étrangères, mais une grande partie de son influence est indépendante du parti. Borah apprécie Roosevelt pour son libéralisme et son énergie. En raison d'une maladie, Borah ne joue qu'un rôle limité dans les Cent Jours de Roosevelt, mais il joue un rôle clé dans l'adoption de Glass-Steagall en juin 1933, en aidant à instaurer un compromis qui met fin à l'obstruction des opposants. Il s'oppose au rappel de l'or par Roosevelt, affirmant que le gouvernement n'a pas le pouvoir de dire aux particuliers ce qu'ils doivent faire de leur argent. Borah s'oppose à la loi de redressement industriel national (NRA) et se réjouit lorsque celle-ci est invalidée par la Cour suprême en 1935. Le combat de Borah pour la reconnaissance de l'URSS, qui a duré quinze ans, prend fin en 1933 lorsque Roosevelt ouvre des relations diplomatiques.

#### Camp campagne présidentielle de 1936 et dernières années

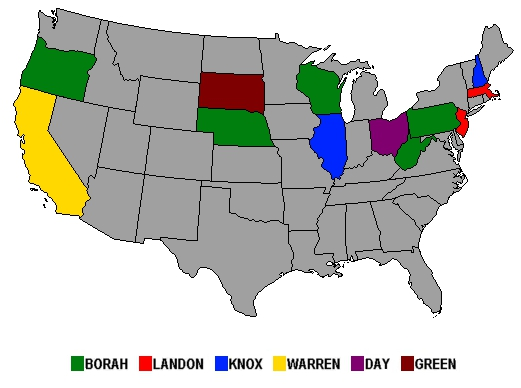
Peu d'États avaient des primaires présidentielles en 1936. Ceux remportés par William Borah sont en vert.

William Borah se présente à l'investiture républicaine pour la présidence en 1936, le premier de l'Idaho à le faire. Sa candidature est combattue par les dirigeants conservateurs du parti républicain. William Borah fait l'éloge de Roosevelt pour certaines de ses politiques, et critique profondément le parti républicain. Alors qu'il ne reste plus que 25 républicains au Sénat, William Borah voit l'occasion de refondre le parti républicain sur des bases progressistes, comme il l'avait longtemps cherché. Il se heurte à l'opposition de l'organisation républicaine, qui cherche à diluer sa force dans les primaires en présentant des candidats fils favoris de l'État afin d'assurer une convention négociée. Bien qu'il soit facilement en tête des votes lors des primaires, William Borah ne parvient à gagner qu'une poignée de délégués et n'en prend la majorité que dans un seul État, le Wisconsin, où il a l'appui du sénateur Robert M. La Follette, Jr. William Borah refuse de soutenir le futur candidat, le gouverneur du Kansas Alf Landon (qui est nommé lors de la convention nationale républicaine de 1936), ce qui amène certains à penser que William Borah pourrait franchir les limites du parti et soutenir Roosevelt. Finalement, comme il l'avait fait quatre ans plus tôt, il choisit de ne soutenir aucun des deux candidats. William Borah est en lice cet automne-là dans l'Idaho, pour un sixième mandat au Sénat. Pour la première fois depuis que le peuple a le droit d'élire les sénateurs, les démocrates présentent un candidat sérieux contre lui, le gouverneur C. Ben Ross. Bien que les habitants de l'Idaho aient massivement voté pour Roosevelt, qui a remporté tous les États à l'exception du Maine et du Vermont, William Borah obtient tout de même  plus de soixante pour cent de leurs voix pour sa réélection.

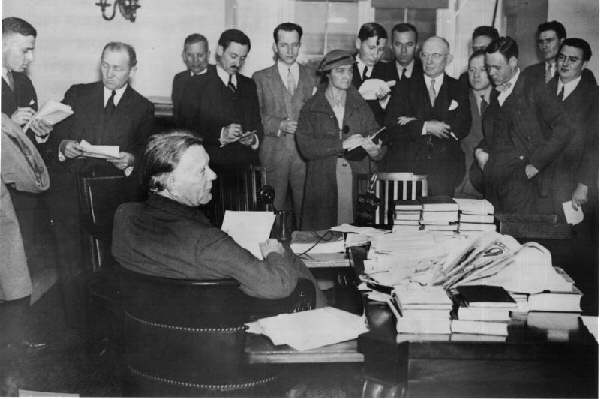
William Borah (assis) tient une conférence de presse, 1935.

Il ne reste plus que seize républicains au Sénat, la plupart progressistes, lorsque le Congrès se réunit en janvier 1937, mais William Borah conserve une grande influence car il est apprécié et respecté par les démocrates. De nombreuses politiques du New Deal de Roosevelt, telles que la NRA, sont invalidées par la Cour suprême des États-Unis au cours du premier mandat de Roosevelt, mais celui-ci n'a pas l'occasion de procéder à une nomination à la Cour au cours de ses quatre premières années. En 1937, Roosevelt propose ce qui sera connu sous le nom de « court-packing schem » , à savoir que pour chaque juge âgé de plus de soixante-dix ans, un juge supplémentaire pourrait être nommé. Cela donnerait à Roosevelt six choix, mais nécessiterait l'adoption d'une loi par le Congrès, ce à quoi William Borah s'oppose immédiatement, estimant que cela signerait la mort de la Cour suprême en tant qu'institution indépendante. Bien qu'il refuse de prendre la tête de l'opposition bipartisane, William Borah rédige une section du rapport de la commission traitant de l'histoire et de l'indépendance de la Cour. Lorsque la question est soumise au Sénat, on demande à William Borah de prononcer le discours d'ouverture, mais il s'en remet une fois de plus à la majorité démocrate, et le plan de Roosevelt est rejeté. La crise de la Cour est également désamorcée par la retraite du premier juge associé, Willis Van Devanter, nommé par Taft. Lorsqu'on demande à Borah s'il a joué un rôle dans la retraite de Van Devanter, il a répondu : « Eh bien, devinez par vous-même. Nous vivons dans le même immeuble. ».
Après la prise de contrôle de l'Allemagne par Hitler en 1933, William Borah a une bonne opinion de la répudiation par le nouveau chancelier de la culpabilité de guerre et d'autres clauses du traité de Versailles, et voit beaucoup de valeur dans ses nouveaux programmes sociaux et économiques. Mais il est complètement dégoûté et aliéné par le traitement des Juifs par les nazis. Cela ne le conduit pas, dans un premier temps, à s'exprimer contre l'Allemagne nazie, bien que beaucoup l'aient incité à le faire, car il estime que chaque nation a le droit de gérer ses propres affaires. William Borah s'oppose à l'immigration à grande échelle des Juifs d'Allemagne, estimant que ce n'est pas pratique avec des millions d'Américains au chômage. En 1938, il s'élève contre la poursuite des persécutions, mais estime toujours que la question européenne peut être réglée si les anciennes colonies allemandes sont restituées. Après la conférence de Munich en septembre 1938, William Borah publie une déclaration bien plus critique à l'égard de la Grande-Bretagne et de la France pour avoir trompé la Tchécoslovaquie dans le démembrement, qu'à l'égard de l'Allemagne pour son agression.
Borah cherche à se rendre en Allemagne et à voir Hitler, dans l'espoir de régler la situation internationale troublée. Il a contacté l'ambassade d'Allemagne à Washington par le biais d'intermédiaires, et les Allemands ont approuvé le voyage, et ont même offert de le payer, ce que Borah n'était pas disposé à accepter. Borah se rendit compte qu'un tel voyage le compromettrait dans les débats de politique étrangère, et n'y alla pas ; en août 1939, les États-Unis cherchaient à évacuer leurs citoyens d'Europe et le voyage n'était plus réalisable.
En septembre 1939, après que l'Allemagne a envahi la Pologne et que la Seconde Guerre mondiale a commencé, Borah se lamente : « Seigneur, si seulement j'avais pu parler à Hitler - tout cela aurait pu être évité ». Ces propos ont été tenus à William Kinsey Hutchinson, alors chef du bureau de Washington de l'International News Service. Hutchinson a indiqué que Borah avait fait cette confidence « avec des mots qui ressemblaient à une prière ». McKenna a noté : « C'est par hasard que la marche des événements a empêché Borah de se joindre aux pacifistes et aux libéraux... qui ont marché jusqu'à Berchtesgaden pour présenter au Führer leurs plans pour la paix mondiale ».

### Mariage et famille
En 1895, William Borah épouse Mary McConnell de Moscow dans l'Idaho, fille du gouverneur William J. McConnell (en). Ils se sont rencontrés pour la première fois à Moscou alors qu'il faisait campagne pour son père,. Le couple n'a pas d'enfants et elle a vécu à Washington, D.C. jusque dans les années 1960; elle meurt en 1976 à l'âge de 105 ans,. Petite et élégante, elle était communément appelée « Petite Borah ».
William Borah a eu une liaison avec son amie proche Alice Roosevelt Longworth, l'aînée des enfants de Theodore Roosevelt. Il est le père biologique de sa fille, Paulina Longworth Sturm (1925-1957). Un ami de la famille a dit de Paulina que « tout le monde l'appelait « Aurora Borah Alice » ».

### Mort
Au milieu de son sixième mandat, le 19 janvier 1940, William Borah meurt dans son sommeil d'une hémorragie cérébrale à l'âge de 74 ans, à son domicile de Washington,. Ses funérailles nationales au Capitole des États-Unis ont lieu dans la salle du Sénat le lundi 22 janvier. Une seconde cérémonie a lieu trois jours plus tard au Capitole de l'État de l'Idaho à Boise, où le cercueil de William Borah reste sous la rotonde pendant six heures avant le service. On estime que 23 000 personnes sont passées devant le cercueil ou ont assisté aux funérailles ; la population de Boise en 1940 était d'un peu plus de 26 100 habitants. Il est inhumé au cimetière de Morris Hill à Boise.
Les hommages rendus à William Borah à sa mort ont été nombreux. William Gibbs McAdoo, ancien sénateur démocrate, a déclaré : « Il n'est pas nécessaire d'être d'accord avec toutes ses positions pour admettre qu'il était un géant intellectuel et l'un des véritables grands hommes de notre temps. ». Ernest K. Lindley a estimé que Borah était « la voix la plus efficacement libérale du parti républicain ». Le journal du ministre de la propagande nazi Joseph Goebbels, Der Angriff, affirmait : « La vie américaine perd une personnalité appréciée par l'ami ou l'ennemi en raison de son courage, de son honnêteté et de sa méthode de combat décente. ». L'ancien camarade de classe de Borah, le rédacteur en chef du Kansas William Allen White (en), l'a qualifié d'« homme juste, sage et sans peur, qui a suivi son étoile, n'a jamais baissé son drapeau et n'a jamais perdu son respect de soi... un homme honnête qui a consacré ses talents au bien de son pays ». Le chroniqueur Raymond Clapper se lamente : « Il n'y a pas de combattants du côté progressiste [du parti républicain] - pas d'hommes comme T. R..... Borah était le dernier ».

## Sites, mémoriaux et effet culturel
En 1947, l'État de l'Idaho a offert une statue en bronze de Borah à la collection du National Statuary Hall, sculptée par Bryant Baker. Le point culminant de l'Idaho, pic Borah, à 12 662 pieds (3 859 m) a été nommé en son honneur en 1934, alors qu'il était doyen du Sénat. Deux écoles publiques portent son nom : La Borah High School à Boise, ouverte en 1958, et la Borah Elementary School à Coeur d'Alene. L'appartement de William E. Borah, Windsor Lodge, sa résidence de longue date à Washington a été selectionné comme un site historique national des États-Unis en 1976.
William Borah a été le sujet d'un épisode de 1963, "The Lion of Idaho", de la série télévisée d'anthologie Les Aventuriers du Far West. Dans cet épisode, William, en tant que jeune avocat (joué par Steve Forrest), défend une femme de Nampa accusée de meurtre,.
À l'université de l'Idaho, un symposium annuel sur les problèmes et la politique internationaux est organisé par la Fondation Borah, qui fonctionne sous les auspices de l'université. Le symposium vise à honorer la mémoire de Borah « en examinant les causes de la guerre et les conditions nécessaires à la paix dans un contexte international ». L'édition inaugurale a eu lieu en septembre 1931, et William Borah lui-même y a participé,. La William Edgar Borah Outlawry of War Foundation, également affiliée à l'université, a été financée par un don de Salmon Levinson, collègue de Borah dans le mouvement hors-la-loi, en 1929.

## Évaluation et héritage
« I would sooner lose in a right cause than win in a wrong cause. As long as I can distinguish between right and wrong, I shall do what I believe to be right—whatever the consequences. »
—  William E. Borah.
        
« Je préfère perdre pour une bonne cause que gagner pour une mauvaise cause. Tant que je pourrai distinguer le bien du mal, je ferai ce que je crois être juste, quelles qu'en soient les conséquences. »
McKenna, le biographe de William Borah, le considérait comme « un idéaliste, voire un romantique. Il défendait avec ferveur l'idée d'une Amérique innocente, une Amérique trop dévouée aux principes énoncés dans la Déclaration d'indépendance, le discours d'adieu de Washington, le premier discours inaugural de Jefferson et le discours de Gettysburg pour risquer de compromettre sa foi et de rendre son caractère plus grossier en se mêlant activement à l'ancien monde. ». John Chalmers Vinson, dans son ouvrage sur l'implication de William Borah dans le mouvement de mise hors la loi de la guerre, estime que le sénateur « parlait au nom d'une grande partie du public américain. Il était l'archétype de l'insistance absolue sur une volonté nationale sans entrave qui a été vaguement décrite comme de l'isolationnisme. En outre, il représentait la lutte pour préserver pleinement les traditions d'une petite république éloignée de voisins puissants contre les incursions des crises récurrentes d'une puissance mondiale. ». Selon LeRoy Ashby, dans son livre sur William Borah, il « s'est imposé comme l'une des figures majeures de la politique réformiste américaine [et] a atteint le sommet de son prestige et de son influence au cours des années 20 ». Maddox note que « presque aussi méfiant à l'égard des présidents américains qu'à l'égard des nations étrangères, Borah percevait des menaces partout ».

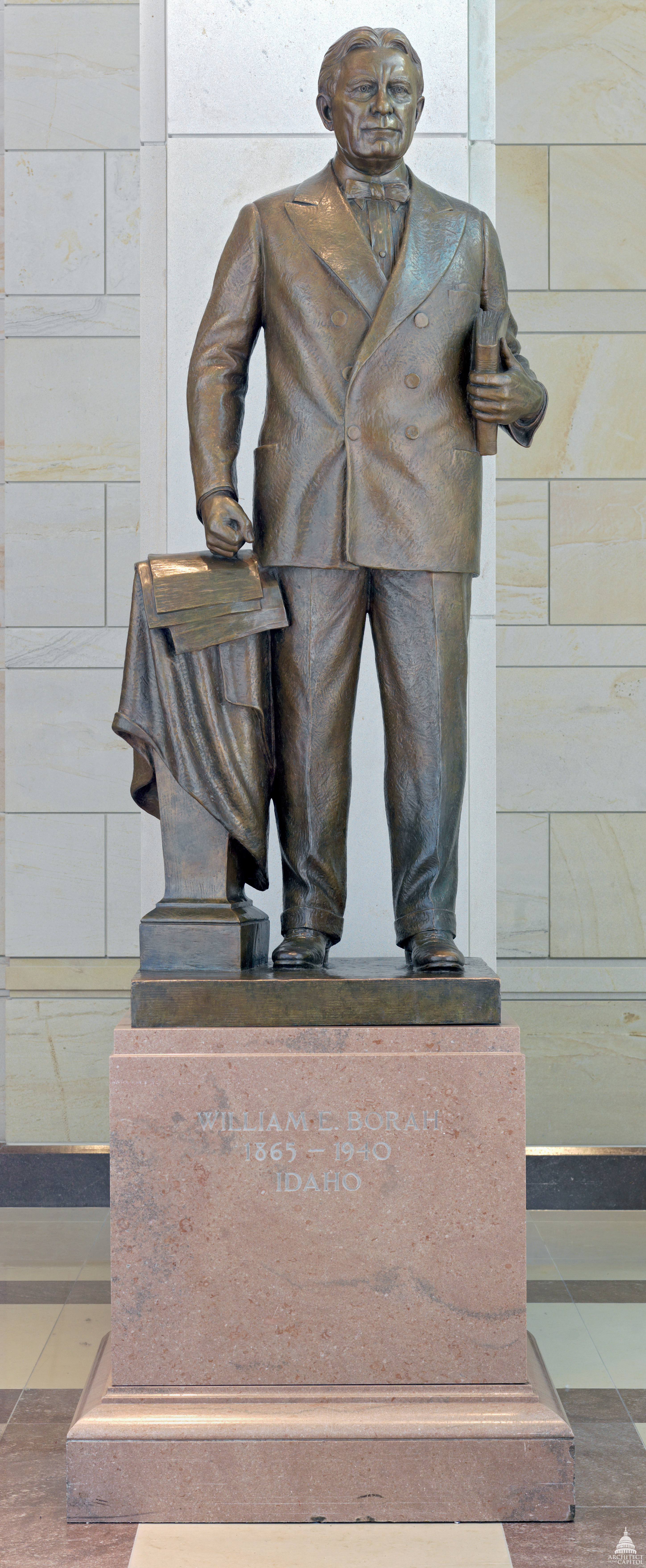
Statue de Borah dans le Capitole américain par Bryant Baker, 1947.

L'efficacité de William Borah en tant que réformateur a été minée par sa tendance à abandonner les causes après l'enthousiasme initial, comme l'a dit Maddox, « bien qu'il soit très habile à s'exprimer, sa réticence à faire plus que protester lui a finalement valu une réputation de futilité. ». H. L. Mencken, en 1925, considérait William comme « la grande imposture », et le principal responsable de l'arrêt de la réforme. Harold L. Ickes a écrit, très probablement après la campagne de 1928, que les progressistes du Sénat, qui ne se faisaient plus d'illusions sur Borah, l'appelaient « notre chef sans lance ». Theodore Roosevelt a décrit William Borah comme étant « totalement insincère », un insurgé dont le principal talent était d'« insurger ».
Bien que la carrière de William Borah ait fait le pont entre deux époques de réforme, selon Ashby, « émotionnellement et intellectuellement, il appartenait à l'ancienne Amérique d'avant-guerre [c'est-à-dire d'avant la Première Guerre mondiale]. Comme l'a fait remarquer Edgar Kemler, un enthousiaste du New Deal, il « a été rattrapé par l'obsolescence à un âge précoce » ». William Borah écrit en 1927, vers la fin d'une décennie de changements tumultueux : « Je ne peux penser à aucune opinion que j'ai maintenant et que je n'avais pas avant la guerre ». En 1936, le magazine Time a noté que, bien que William Borah ait été le sénateur le plus célèbre du siècle et qu'il ait longtemps été « la grande force morale du Sénat... la conscience du pays a été placée dans d'autres poches ».
McKenna voyait plus que William Borah devenir une antiquité en son temps, elle voyait les dommages infligés par ses positions : « Le temps devait démontrer la faillite totale de la politique nationaliste étroite que les irréconciliables ont décrétée et à laquelle les administrations Harding, Coolidge et Hoover se sont soumises avec des résultats si désastreux. ». Le commentaire de Borah regrettant de ne pas avoir pu parler à Hitler a été cité à plusieurs reprises comme une preuve de naïveté chez ceux qui croient au pouvoir de la diplomatie pure. Le commentateur conservateur Charles Krauthammer a fait référence à cette déclaration dans au moins trois de ses chroniques, faisant une analogie avec les négociations avec la Chine en 1989, avec la Corée du Nord en 1994 et avec l'Iran en 2006, et elle a été citée de manière désobligeante dans un discours prononcé en 2006 par le secrétaire à la défense Donald Rumsfeld.
Les critiques à l'égard de William Borah ne signifiaient pas grand-chose pour les habitants de l'Idaho, qui l'ont envoyé six fois au Sénat en trente ans, dans une Amérique en pleine mutation. Claudius O. Johnson, qui a étudié Borah, a expliqué leur relation :
« The Idaho people knew ... that he was very easy to approach, "as plain as an old shoe"; that he would listen at length to their problems, help if he could, say "No" if he must, and always show sympathetic understanding. That was his strength with the people—his simplicity, his approachability, his kindliness, his human sympathy ... In him they found release from their own verbal inhibitions; through him they felt their own strength. They were lovers of freedom, as independent as the hills and the canyons. This freedom and independence Borah proclaimed, and they understood ... He understood them, admired them, believed in them. They were his friends. In them he found inspiration and strength. »
« Les habitants de l'Idaho savaient ... qu'il était très facile à aborder, "aussi simple qu'une vieille chaussure" ; qu'il écouterait longuement leurs problèmes, les aiderait s'il le pouvait, dirait "non" s'il le devait, et ferait toujours preuve de compréhension. C'est ce qui faisait sa force auprès des gens : sa simplicité, son accessibilité, sa gentillesse, sa sympathie humaine... En lui, les gens se libéraient de leurs propres inhibitions verbales ; à travers lui, ils ressentaient leur propre force. Ils étaient des amoureux de la liberté, aussi indépendants que les collines et les canyons. Cette liberté et cette indépendance, Borah les proclamait, et ils comprenaient ... Il les comprenait, les admirait, croyait en eux. Ils étaient ses amis. En eux, il a trouvé l'inspiration et la force. »